# Фрик (Аргау)
Фрик (нем. Frick AG) — коммуна в Швейцарии, в кантоне Аргау.
Входит в состав округа Лауфенбург.  Население составляет 4675 человек (на 31 декабря 2007 года). Официальный код  —  4163.